# 福井県道224号染ヶ谷小倉線
福井県道224号染ヶ谷小倉線（ふくいけんどう224ごう そめがたにおぐらせん）は福井県大飯郡おおい町内の国道とキャンプ場を結ぶ一般県道である。

## 路線概要
起点である名田庄染ヶ谷には無住になった集落跡を利用した八ヶ峰家族旅行村があり周囲に他の集落や施設は無いので、実質このキャンプ場と国道を結ぶ役割を担っている県道である。このような役割を担うため、冬にこの道路を通る車両はほとんど無い。専ら春夏秋用の県道とも言える道である。ちなみにこの名田庄染ヶ谷の起点から続く林道は五波峠を越えて、京都府南丹市の京都府道38号京都広河原美山線に至る。

### 路線データ
- 起点：福井県大飯郡おおい町名田庄染ヶ谷
- 終点：同町名田庄小倉

## 道路状況
起点から終点まで、片側一車線の道が続いている。国道162号から上記した林道を抜け、南丹市に抜ける人も少なからず見られる、しかし冬にはキャンプ場を利用する人がほとんど皆無ということもあり、除雪や融雪といった作業は全く行われていない。しかし冬季通行止めになるというわけではない。

## 通過する峠
- 五波峠（正確には県道指定区間より先の林道上に跨る）

## 接続道路
- 国道162号

## 沿線
- 八ヶ峰家族旅行村
- あきない館